# Tour Caudière
La Tour Caudière ou château de la Tourcaudière, est un château anciennement situé à Castres, dans le Tarn (France). 
C'est le siège historique de la seigneurie puis du comté de Castres. Après avoir servi de demeure aux comtes de Castres puis de prison, il est détruit au début du XIXe siècle, il se situait à l'emplacement de l'actuel quai Tourcaudière.

## Historique

### Origine

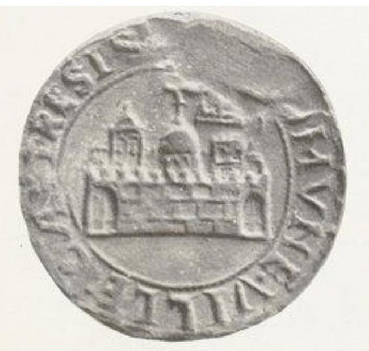
Le sceau de Castres en 1226. La Tour Caudière est représentée à droite, avec la basilique Saint-Vincent au centre et le clocher Saint-Benoit à gauche

Selon Mathieu Estadieu, le château aurait été bâti en 1209 sur ordre de Simon de Montfort, sur un terrain confisqué à un certain Caudière d'où viendrait son nom. Pour Pierre Borel, médecin du roi originaire de Castres, l'édifice pourrait tenir son nom de deux origines : soit du même prénommé Caudière, à qui elle appartenait avant d'être confisquée, soit d'une déformation de Gotière ce qui signifierait que le bâtiment ait été élevé par des Goths. Néanmoins, il se pourrait que le château soit plus ancien. En effet, dès la fin du XIIe siècle, Ermengarde de Castres y aurait résidé, et le troubadour Raimon de Miraval serait venu chanté pour elle au pied de l'édifice.

### Seigneurie puis comté de Castres
Vers 1230, après la croisade des albigeois, la Tour Caudière devient le siège de la seigneurie de Castres-en-Albigeois, et le premier seigneur à occuper les lieux est Philippe de Montfort. À cette époque, on y trouve aussi un sénéchal, deux juges et le trésorier de la ville. Les seigneurs puis comtes de Castres étant bien souvent loin de leurs terres, c'est le sénéchal qui y exerce l'autorité. Il apparait que si la bâtisse est tout d'abord seulement le siège de la seigneurie, elle devient par la suite la résidence de plusieurs comtes de Castres, le premier étant Bouchard VI de Vendôme, comte de Vendôme et de Castres de 1338 à sa mort en 1353.

### Propriété du Royaume de France
Après avoir ainsi servi de demeure comtale, elle est confiée aux juges d'appels et officiers du domaine du Roi, lorsque le comté de Castres est rattaché à ce dernier vers 1520, et sert aussi de prison. Les consuls de Castres, une fois élus, allaient alors y prêter serment.  
Durant les conflits qui secouent la région au XVIe et XVIIe siècles, comme les guerres de Religion puis les guerres de Rohan, une partie des précieuses archives conservées au château sont perdues. 

### La Révolution et la destruction
Au XVIIIe siècle, les cellules de la Tour Caudière sont transférées à la Conciergerie de la rue Sabaterie, et seules les archives sont encore gardées dans le bâtiment. Durant la Révolution française, le tribunal révolutionnaire de la ville s'y installe. En 1806, un serrurier de Castres, le sieur Dons, la rachète. Elle semble avoir été démolie juste après, car dès 1812, elle ne figure plus sur les plans de la ville. 
Le quai Tourcaudière est bâti quelque temps après, ainsi qu'un lavoir, et jusqu'à une certaine époque on aperçoit encore les puissantes fondations du château. Aujourd'hui, un parking souterrain se trouve sous le quai.

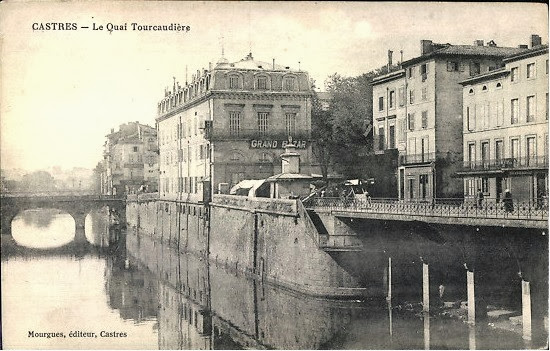
Le quai Tourcaudière au début du XXe siècle, près de la place Jean-Jaurès